# Алгажола
Алгажола (фр. Algajola) насеље је и општина у Француској у региону Корзика, у департману Горња Корзика која припада префектури Калви.
По подацима из 2011. године у општини је живело 292 становника, а густина насељености је износила 169,77 становника/km². Општина се простире на површини од 1,72 km². Налази се на средњој надморској висини од 14 метара (максималној 269 m, а минималној 0 m).

## Демографија
| 1962. | 1968. | 1975. | 1982. | 1990. | 1999. | 2011. |
| ----- | ----- | ----- | ----- | ----- | ----- | ----- |
| 129   | 129   | 178   | 228   | 211   | 216   | 292   |

График промене броја становника у току последњих година